# Associazione Calcio Femminile Despar Trani 80 1985-1986
Questa voce raccoglie le informazioni riguardanti l'Associazione Calcio Femminile Despar Trani 80 nelle competizioni ufficiali della stagione 1985-1986.

## Stagione
È l'anno della Despar Trani 80: gli obiettivi sono sempre quelli di vittoria finale, la squadra non ha bisogno di ritocchi, ma c'è il cambio dell'allenatore, al tradizionalista Barbato subentra l'innovatore De Marinis.
La zona mista, una novità per il calcio femminile, dà i suoi frutti, infatti la squadra è un rullo compressore, dando spettacolo su tutti i campi d'Italia e richiamando migliaia di spettatori. Il giusto premio in quest'altro anno di grazia è la conquista dello scudetto nella gara decisiva col Ritt Jeans Verona
davanti a dodicimila spettatori in una cornice di calore e colore. È il terzo scudetto consecutivo per Trani, il sesto per la Puglia.

## Rosa
| N. |                      | Ruolo | Calciatrice        |
| -- | -------------------- | ----- | ------------------ |
|    | Italia (bandiera)    | P     | Graziella Barba    |
|    | Italia (bandiera)    | P     | Roberta Da Lozzo   |
|    | Italia (bandiera)    | P     | Giulia Gesuito     |
|    | Italia (bandiera)    | P     | Luana Pavan        |
|    | Italia (bandiera)    | D     | Paola Bonato       |
|    | Italia (bandiera)    | D     | Angela Coda        |
|    | Italia (bandiera)    | D     | Viola Langella     |
|    | Italia (bandiera)    | D     | Antonella Marrazza |
|    | Italia (bandiera)    | D     | Antonella Noviello |
|    | Italia (bandiera)    | D     | Anna Palma         |
|    | Danimarca (bandiera) | C     | Ulla Bastrup       |

| N. |                      | Ruolo | Calciatrice         |
| -- | -------------------- | ----- | ------------------- |
|    | Italia (bandiera)    | C     | Viviana Bontacchio  |
|    | Italia (bandiera)    | C     | Francesca Calabrese |
|    | Italia (bandiera)    | C     | Maria Mariotti      |
|    | Italia (bandiera)    | C     | Deborah Montagnani  |
|    | Scozia (bandiera)    | C     | Rose Reilly         |
|    | Danimarca (bandiera) | A     | Susanne Augustesen  |
|    | Italia (bandiera)    | A     | Antonella Carta     |
|    | Italia (bandiera)    | A     | Maria Losciale      |
|    | Danimarca (bandiera) | A     | Lone Smidt Hansen   |
|    | Italia (bandiera)    | A     | Carolina Morace     |

## Risultati

### Serie A

#### Girone di andata
| Arbitro: | Tagliaferro (Roma) |

|  |           |                                  |
|  | Marcatori | 53’ Bontacchio 76’ (aut.) Galano |

| Arbitro: | Scapati (Potenza) |

|                                                                            |           |            |
| Smidt Hansen 23’, 35’, 40’, 84’ Augustesen 51’, 76’, 79’ Reilly 77’ (rig.) | Marcatori | 59’ Lapini |

| Arbitro: | Podavini (Brescia) |

|  |           |                                                     |
|  | Marcatori | 5’, 77’ Augustesen 10’, 38’ Smidt Hansen 70’ Morace |

| Arbitro: | Sportelli (Lucca) |

|                                                |           |  |
| Summa 2’ (aut.) Morace 15’, 19’, 32’ Carta 83’ | Marcatori |  |

| Arbitro: | Puddu (Cagliari) |

|  |           |                                          |
|  | Marcatori | 30’ Augustesen 31’, 82’ Morace 59’ Carta |

| Arbitro: | Giampieri (Ancona) |

|                                   |           |  |
| Saldi 54’ (aut.) Smidt Hansen 69’ | Marcatori |  |

| Arbitro: | Angelelli (Terni) |

|             |           |                                                                         |
| Panfilo 30’ | Marcatori | 3’ Montagnani 13’, 52’, 65’, 72’, 82’ Smidt Hansen 15’ Carta 60’ Morace |

| Arbitro: | Scapati (Potenza) |

| |           |  |
| Smidt Hansen 17’ Morace 25’ Reilly 38’ (rig.), 71’ (rig.) Carta 63’ Montagnani 72’ Pozzebon 83’ (aut.) | Marcatori |  |

| Arbitro: | Tagliaferro (Roma) |

|                |           |                   |
| Migliaccio 70’ | Marcatori | 80’ (rig.) Reilly |

| Arbitro: | Falzier (Treviso) |

|            |           |  |
| Reilly 49’ | Marcatori |  |

| Milano 8 febbraio 1986, ore 15:00 CEST 11ª giornata | R.I.A.C. Fiamma Ambr. | 0 – 0 | Despar Trani 80 | Arena Civica (??? spett.)\| Arbitro: \| Angelelli (Terni) \| |
| Arbitro:                                            | Angelelli (Terni)     |       |                 |                                                              |

| Arbitro: | Spangher (Gorizia) |

|                                                              |           |  |
| Carta 16’, 17’ Morace 29’, 83’ Smidt Hansen 57’ Marrazza 63’ | Marcatori |  |

| Arbitro: | Sportelli (Lucca) |

|                          |           |  |
| Marsiletti 16’ Perin 73’ | Marcatori |  |

#### Girone di ritorno
| Arbitro: | Scapati (Potenza) |

|                                                                      |           |               |
| Reilly 11’ (rig.), 39’ (rig.) Bastrup 31’ Smidt Hansen 48’ Carta 82’ | Marcatori | 76’ Mauriello |

| Arbitro: | Spangher (Gorizia) |

|          |           |                                       |
| Roti 52’ | Marcatori | 18’, 25’, 75’ Smidt Hansen 71’ Morace |

| Trani 22 marzo 1986, ore 15:00 CEST 3ª giornata | Despar Trani 80 | 0 – 0 | Friulvini Pordenone | Stadio Comunale (??? spett.)\| Arbitro: \| Iemma (Cassino) \| |
| Arbitro:                                        | Iemma (Cassino) |       |                     |                                                               |

| Arbitro: | Podavini (Brescia) |

|           |           |                                    |
| Golin 30’ | Marcatori | 17’, 67’ Carta 54’, 58’ Augustesen |

| Arbitro: | Mattioli (Foligno) |

|                          |           |  |
| Carta 14’ Augustesen 85’ | Marcatori |  |

| Arbitro: | Sportelli (Lucca) |

|                     |           |  |
| Davis 51’, 71’, 77’ | Marcatori |  |

| Arbitro: | Gimmelli (Napoli) |

|                                                   |           |  |
| Carta 5’ Augustesen 29’ Morace 51’ Bontacchio 84’ | Marcatori |  |

| Arbitro: | Mattioli (Foligno) |

|             |           |                                                                           |
| Babetto 83’ | Marcatori | 4’ Bontacchio 27’ Smidt Hansen 53’ Morace 59’ (aut.) Menin 66’ Augustesen |

| Arbitro: | Rivetti (Brescia) |

|                                                                        |           |  |
| Montagnani 9’ Smidt Hansen 37’, 56’, 71’, 77’ Bontacchio 51’ Carta 76’ | Marcatori |  |

| Arbitro: | Podavini (Brescia) |

|                        |           |                             |
| Quaranta 21’ Secci 63’ | Marcatori | 16’ Smidt Hansen 18’ Morace |

| Arbitro: | Scapati (Potenza) |

|                                                                      |           |            |
| Morace 10’ Montagnani 17’ Carta 59’ Reilly 69’ (rig.) Augustesen 75’ | Marcatori | 72’ Venuto |

| Arbitro: | Rivetti (Brescia) |

|  |           |                           |
|  | Marcatori | 13’, 58’ Carta 49’ Morace |

| Arbitro: | Podavini (Brescia) |

|                       |           |  |
| Smidt Hansen 14’, 50’ | Marcatori |  |

### Coppa Italia
| Arbitro: | Scapati (Potenza) |

|                                                 |           |  |
| Bontacchio 16’ Smidt Hansen 28’ Morace 60’, 70’ | Marcatori |  |

| Arbitro: | Rubini (Salerno) |

|  |           |                                                     |
|  | Marcatori | 2’, 36’, 65’ Smidt Hansen 15’ Augustesen 32’ Morace |

| Arbitro: | Zaza (Torino) |

|  |           |                                                            |
|  | Marcatori | 10’, 58’ Smidt Hansen 17’ Reilly 79’ Morace 81’ Augustesen |

| Arbitro: | Zaza (Torino) |

|                                                 |           |                                 |
| Morace 50’, 56’ Carta 72’ Comparcola 77’ (aut.) | Marcatori | 65’ Lonero 75’ Nardi 78’ Galano |

| Arbitro: | Boni (Teramo) |

|                         |                      |                |
| Furlotti 71’            | Marcatori            | 81’ Augustesen |
| Pierluca Russo Furlotti | Tiri di rigore 4 – 2 | Coda           |

## Statistiche

### Statistiche di squadra
| Competizione | Punti | In casa | In casa | In casa | In casa | In casa | In casa | In trasferta | In trasferta | In trasferta | In trasferta | In trasferta | In trasferta | Totale | Totale | Totale | Totale | Totale | Totale | DR  |
| Competizione | Punti | G       | V       | N       | P       | Gf      | Gs      | G            | V            | N            | P            | Gf           | Gs           | G      | V      | N      | P      | Gf     | Gs     | DR  |
| ------------ | ----- | ------- | ------- | ------- | ------- | ------- | ------- | ------------ | ------------ | ------------ | ------------ | ------------ | ------------ | ------ | ------ | ------ | ------ | ------ | ------ | --- |
| Serie A      | 44    | 13      | 12      | 1       | 0       | 54      | 3       | 13           | 8            | 3            | 2            | 38           | 12           | 26     | 20     | 4      | 2      | 92     | 15     | +77 |
| Coppa Italia | 9     | 2       | 2       | 0       | 0       | 8       | 3       | 3            | 2            | 1            | 0            | 11           | 1            | 5      | 4      | 1      | 0      | 19     | 4      | +15 |
| Totale       | 53    | 15      | 14      | 1       | 0       | 62      | 6       | 16           | 10           | 4            | 2            | 49           | 13           | 31     | 24     | 5      | 2      | 111    | 19     | +92 |

### Statistiche dei giocatori
| Giocatore       | Serie A  | Serie A | Serie A     | Serie A    | Coppa Italia | Coppa Italia | Coppa Italia | Coppa Italia | Totale   | Totale | Totale      | Totale     |
| Giocatore       | Presenze | Reti    | Ammonizioni | Espulsioni | Presenze     | Reti         | Ammonizioni  | Espulsioni   | Presenze | Reti   | Ammonizioni | Espulsioni |
| --------------- | -------- | ------- | ----------- | ---------- | ------------ | ------------ | ------------ | ------------ | -------- | ------ | ----------- | ---------- |
| S. Augustesen   | 18       | 10      | 0           | 0          | 4            | 3            | 0            | 0            | 22       | 13     | 0           | 0          |
| G. Barba        | 16       | -12     | 0           | 0          | 2            | -4           | 0            | 0            | 18       | -16    | 0           | 0          |
| U. Bastrup      | 24       | 1       | 0           | 0          | 3            | 0            | 0            | 0            | 27       | 1      | 0           | 0          |
| P. Bonato       | 26       | 0       | 0           | 0          | 5            | 0            | 0            | 0            | 31       | 0      | 0           | 0          |
| V. Bontacchio   | 26       | 4       | 0           | 0          | 5            | 1            | 0            | 0            | 31       | 5      | 0           | 0          |
| F. Calabrese    | 1        | 0       | 0           | 0          | 0            | 0            | 0            | 0            | 1        | 0      | 0           | 0          |
| A. Carta        | 26       | 15      | 0           | 0          | 5            | 1            | 0            | 0            | 31       | 16     | 0           | 0          |
| A. Coda         | 22       | 0       | 0           | 0          | 5            | 0            | 0            | 0            | 27       | 0      | 0           | 0          |
| R. Da Lozzo     | 2        | 0       | 0           | 0          | 0            | 0            | 0            | 0            | 2        | 0      | 0           | 0          |
| V. Langella     | 13       | 0       | 1           | 0          | 3            | 0            | 0            | 0            | 16       | 0      | 1           | 0          |
| M. Losciale     | 3        | 0       | 0           | 0          | 1            | 0            | 0            | 0            | 4        | 0      | 0           | 0          |
| M. Mariotti     | 0        | 0       | 0           | 0          | 1            | 0            | 0            | 0            | 1        | 0      | 0           | 0          |
| A. Marrazza     | 25       | 1       | 0           | 0          | 4            | 0            | 0            | 0            | 29       | 1      | 0           | 0          |
| D. Montagnani   | 17       | 4       | 0           | 0          | 4            | 0            | 0            | 0            | 21       | 4      | 0           | 0          |
| C. Morace       | 26       | 16      | 1           | 0          | 4            | 6            | 0            | 0            | 30       | 22     | 1           | 0          |
| A. Noviello     | 5        | 0       | 0           | 0          | 2            | 0            | 0            | 0            | 7        | 0      | 0           | 0          |
| A. Palma        | 12       | 0       | 0           | 0          | 1            | 0            | 0            | 0            | 13       | 0      | 0           | 0          |
| L. Pavan        | 11       | -3      | 0           | 0          | 3            | 0            | 0            | 0            | 14       | -3     | 0           | 0          |
| R. Reilly       | 24       | 8       | 0           | 0          | 4            | 1            | 0            | 0            | 28       | 9      | 0           | 0          |
| L. Smidt Hansen | 25       | 26      | 0           | 0          | 4            | 6            | 0            | 0            | 29       | 32     | 0           | 0          |

### Maglie e presenze in campionato
| 1ª         | 2ª | 3ª | 4ª | 5ª | 6ª | 7ª | 8ª | 9ª | 10ª | 11ª | 12ª | 13ª | 14ª | 15ª | 16ª | 17ª | 18ª | 19ª | 20ª | 21ª | 22ª | 23ª | 24ª | 25ª | 26ª | C1 | C2 | C3 | C4 | C5 |    |
| ---------- | -- | -- | -- | -- | -- | -- | -- | -- | --- | --- | --- | --- | --- | --- | --- | --- | --- | --- | --- | --- | --- | --- | --- | --- | --- | -- | -- | -- | -- | -- | -- |
| Pavan      | 1  | 1  | 1  | 1  | 1  | 1  | 1  | 1  | 1   | 1   | 1   |     |     |     |     |     |     |     |     |     |     |     |     |     |     |    | 1  | 1  | 1  |    |    |
| Marrazza   | 2  | 2  | 2  | 2  | 2  | 2  |    | 2  | 2   | 2   | 2   | 2   | 2   | 2   | 2   | 2   | 2   | 2   | 2   | 2   | 2   | 2   | 2   | 2   | 2   | 2  |    | 13 | 2  | 2  | 2  |
| Carta      | 3  | 3  | 3  | 3  | 3  | 3  | 3  | 3  | 11  | 11  | 3   | 6   | 6   | 3   | 3   | 6   | 3   | 3   | 3   | 3   | 3   | 3   | 3   | 3   | 3   | 3  | 11 | 14 | 3  | 3  | 3  |
| Coda       | 4  | 4  | 4  | 4  | 4  | 4  | 4  | 14 | 13  | 13  |     |     |     |     | 4   | 4   | 4   | 4   | 4   | 4   | 4   | 4   | 4   | 4   | 4   | 4  | 2  | 2  | 4  | 4  | 4  |
| Bonato     | 5  | 5  | 5  | 5  | 5  | 5  | 5  | 5  | 5   | 5   | 5   | 5   | 5   | 5   | 5   | 5   | 5   | 5   | 5   | 5   | 5   | 5   | 5   | 5   | 5   | 5  | 5  | 5  | 5  | 5  | 5  |
| Langella   | 6  | 6  | 15 |    | 15 | 11 | 4  | 4  | 4   | 4   | 4   | 4   | 4   | 4   |     |     |     |     |     |     |     |     |     |     |     |    | 6  | 6  | 6  |    |    |
| Bontacchio | 7  | 7  | 7  | 7  | 7  | 7  | 7  | 7  | 7   | 7   | 7   | 7   | 7   | 7   | 7   | 7   | 7   | 7   | 7   | 7   | 7   | 7   | 7   | 7   | 7   | 7  | 8  | 7  | 7  | 7  | 7  |
| Reilly     | 8  | 8  | 8  | 8  | 8  | 8  | 8  | 8  | 8   | 8   | 8   |     |     | 8   | 8   | 8   | 8   | 8   | 8   | 8   | 8   | 8   | 8   | 8   | 8   | 8  |    | 11 | 11 | 8  | 8  |
| Morace     | 9  | 9  | 9  | 9  | 9  | 9  | 9  | 9  | 9   | 9   | 9   | 9   | 9   | 9   | 9   | 9   | 9   | 9   | 9   | 14  | 9   | 9   | 9   | 9   | 9   | 9  | 9  | 9  | 8  | 9  |    |
| Smidt H.   | 10 | 10 | 10 | 10 | 10 | 10 | 10 | 10 | 10  | 10  | 10  | 10  | 10  | 10  | 10  |     | 10  | 10  | 10  | 11  | 11  | 11  | 11  | 11  | 11  | 11 | 10 | 10 | 10 | 11 |    |
| Augustesen | 11 | 11 | 11 | 11 | 11 |    |    |    |     |     | 11  | 11  | 15  |     |     | 11  | 11  | 11  | 9   | 15  | 15  | 15  | 15  | 15  | 15  | 15 |    | 8  | 9  | 15 | 11 |
| Bastrup    |    | 16 | 6  | 6  | 6  | 6  | 6  | 6  | 6   | 6   | 6   |     | 8   | 6   | 6   | 10  | 6   | 6   | 6   | 6   | 6   | 6   | 6   | 6   | 6   | 6  |    | 4  |    | 6  | 6  |
| Noviello   |    |    | 13 |    |    |    |    | 2  | 13  | 3   | 3   |     |     |     |     |     |     |     |     |     |     |     |     |     |     |    | 3  | 3  |    |    |    |
| Barba G.   |    |    |    | 12 |    |    |    |    |     |     |     | 1   | 1   | 1   | 1   | 1   | 1   | 1   | 1   | 1   | 1   | 1   | 1   | 1   | 1   | 1  |    |    |    | 1  | 1  |
| Palma      |    |    |    | 14 |    |    | 14 |    |     | 14  |     | 3   | 3   | 13  | 13  | 3   | 14  |     |     | 14  |     |     |     | 13  | 13  |    |    |    |    |    | 10 |
| Montagnani |    |    |    | 15 |    | 15 | 11 | 11 |     |     |     | 8   | 11  | 11  | 11  | 11  | 15  |     |     | 10  | 10  | 10  | 10  | 10  | 10  | 10 | 7  | 15 |    | 10 | 9  |
| Losciale   |    |    |    |    |    |    |    |    |     |     |     |     |     | 14  |     |     |     |     |     | 15  |     | 14  |     |     |     |    | 13 |    |    |    |    |
| Calabrese  |    |    |    |    |    |    |    |    |     |     |     |     |     |     |     |     |     |     |     |     | 16  |     |     |     |     |    |    |    |    |    |    |
| Da Lozzo   |    |    |    |    |    |    |    |    |     |     |     |     |     |     |     |     |     | 12  |     |     | 12  |     |     |     |     |    |    |    |    |    |    |
| Mariotti   |    |    |    |    |    |    |    |    |     |     |     |     |     |     |     |     |     |     |     |     |     |     |     |     |     |    | 4  |    |    |    |    |

## Fonti e bibliografia
La storia della società è stata cortesemente fornita dall'ex segretario del club biancoazzurro Nino (Cristoforo) Losito di Trani. I dati stagionali e le presenze da lui raccolti sono stati tratti dal quotidiano La Gazzetta del Mezzogiorno, giornale conservato dalle seguenti Biblioteche:
- Biblioteca Nazionale Centrale di Firenze;
- Biblioteca Comunale Centrale di Milano;
- Biblioteca nazionale Sagarriga Visconti-Volpi di Bari.